# جزيرة موتوتايكو
جزيرة موتوايكو (بالإنجليزية: Motutaiko Island)‏ هي جزيرة داخل بحيرة تاوبو في الجزيرة الشمالية لنيوزيلندا. أكبر جزيرة في البحيرة، تقع بالقرب من بلدة موتوتير.